# Нордзель
Нордзель (нем. Nordsehl) — община в Германии, в земле Нижняя Саксония.
Входит в состав района Шаумбург. Подчиняется управлению Нидернвёрен. Население составляет 782 человека (на 31 декабря 2010 года). Занимает площадь 5,975,97849 км².
| Год  | Население |
| ---- | --------- |
| 1990 | 729       |
| 1995 | 779       |
| 2000 | 794       |
| 2005 | 852       |
| 2010 | 784       |